# Alfredo Bonanno
Alfredo Bonanno (4. března 1937 Katánie – 6. prosince 2023) byl italský teoretik povstaleckého anarchismu.

## Život
Alfredo Bonanno byl jedním ze stovky italských anarchistů, kteří byli zatčeni v noci 19. června 1997, když italské bezpečností síly provedly razie v anarchistických centrech a bytech po celé Itálii. Razie následovaly po bombovém útoku na Palazzo Marino v Miláně 25. dubna 1997. Dne 2. února 2003 byl Bonanno odsouzen k trestu 6 let odnětí svobody s pokutou 2000 eur za ozbrojenou loupež a další zločiny. Obvinění souvisela s tzv. „procesem Marini“, v němž byli italští anarchisté odsouzeni za účast v ozbrojené skupině, jejímž ideovým vůdcem měl být Bonanno.

## Dílo
- The Anarchist Tension
- And We Will Still Be Ready To Storm The Heavens Another Time: *Against Amnesty
- Armed Joy
- A Critique of Syndicalist Methods
- For An Anti-authoritarian Insurrectionalist International
- From Riot to Insurrection: Analysis for an anarchist perspective against post-industrial capitalism
- The Insurrectional Project
- Let’s Destroy Work, Let’s Destroy the Economy
- Locked Up
- Propulsive Utopia
- Worker's Autonomy